# Melinis welwitschii
Melinis welwitschii är en gräsart som beskrevs av Alfred Barton Rendle. Melinis welwitschii ingår i släktet Melinis och familjen gräs. Inga underarter finns listade i Catalogue of Life.